# رودخانه اوبشا
رودخانه اوبشا (به انگلیسی: Obsha River) رودخانه‌ای است که در روسیه جریان دارد.